# 땅끝항
땅끝항은 전라남도 해남군 송지면 땅끝마을에 위치하는 대한민국의 어항이다. 한반도 최남단의 어항이다. 여객선도 운행한다. 이전 항명칭은 갈두항이다.